# Ngũ Chỉ Sơn (xã)
Ngũ Chỉ Sơn là một xã thuộc thị xã Sa Pa, tỉnh Lào Cai, Việt Nam.

## Địa lý
Xã Ngũ Chỉ Sơn nằm ở phía tây bắc thị xã Sa Pa, có vị trí địa lý:
- Phía đông giáp xã Tả Phìn và huyện Bát Xát
- Phía tây giáp huyện Bát Xát và tỉnh Lai Châu
- Phía nam giáp phường Ô Quý Hồ
- Phía bắc giáp huyện Bát Xát.

Xã có diện tích 80,52 km², dân số năm 2018 là 6.090 người, mật độ dân số đạt 76 người/km².

## Hành chính
Xã Ngũ Chỉ Sơn được chia thành 16 thôn: Bản Pho, Can Hồ A, Can Hồ B, Can Hồ Mông, Cửa Cải, Kim Ngan, Lao Chải, Lủ Khấu, Móng Xóa, Phìn Hồ, Suối Thầu 1, Suối Thầu 2, Sín Chải, Xà Chải, Xín Chải, Yên Sơn.

## Lịch sử
Địa bàn xã Ngũ Chỉ Sơn trước đây là hai xã Bản Khoang và Tả Giàng Phìn thuộc huyện Sa Pa.
Trước khi sáp nhập, xã Bản Khoang có diện tích 56,52 km², dân số là 2.662 người; xã Tả Giàng Phìn có diện tích 24,00 km², dân số là 3.428 người.
Ngày 11 tháng 9 năm 2019, Ủy ban Thường vụ Quốc hội ban hành Nghị quyết 767/NQ-UBTVQH14 (nghị quyết có hiệu lực từ ngày 1 tháng 1 năm 2020). Theo đó:
- Thành lập thị xã Sa Pa trên cơ sở toàn bộ diện tích và dân số của huyện Sa Pa
- Thành lập xã Ngũ Chỉ Sơn thuộc thị xã Sa Pa trên cơ sở sáp nhập toàn bộ diện tích và dân số của xã Bản Khoang và xã Tả Giàng Phìn.